# 石巻市立大川中学校
石巻市立大川中学校（いしのまきしりつ おおかわちゅうがっこう）は、宮城県石巻市にあった公立中学校。校地の北側に北上川を望む立地条件である。2011年3月11日に発生した東北地方太平洋沖地震（東日本大震災）による津波では、校舎の1階部分が浸水する被害が生じ、生徒2名が自宅等で犠牲となり、1人が行方不明となった。震災後は石巻市立飯野川中学校の校舎を借用して学校活動が行われているが、生徒数が20人に減ったため、2013年3月に閉校（石巻市立河北中学校に統合）した。

## 沿革
- 1947年 - 大川村立大川中学校として開校
- 1955年3月 - 4町村（飯野川町、二俣村、大川村、大谷地村）の合併により、河北町立大川中学校に改称
- 2005年4月 - 7市町の合併（河北町、石巻市、桃生町、河南町、北上町、雄勝町、牡鹿町）により、石巻市立大川中学校に改称
- 2011年3月11日 - 東日本大震災で被災
- 2013年3月 - 閉校し、河北中学校と統合[2]

## 理念

### 研究主題
「自他の生命を大切にしようとする心をはぐくむための道徳教育の充実」を研究主題としている。

### 学校教育目標
「望ましい人格の形成を目指し，校訓『自主』『協調』『実践』のもと，『たくましさとやさしさ』を身に付けた生徒の育成にあたる。」ことを学校の教育目標とする。

### 目指す学校像
歌があり，絵があり，花があり明るく子どもたちの笑顔と活気あふれる学校を目標とする。

### 目指す生徒像
以下のような生徒を目標とする。
- 「聞く心」を備え自ら学ぶ生徒〔自主〕
  - 明確な目的をもち，学習に取り組む生徒
  - 学ぶ意欲をもち，課題解決に主体的に取り組む生徒
- 心豊かな生徒〔心耕〕
  - 他人の心の痛みがわかり，友だちを大切にする生徒
  - 自他の個性に気付き，他を思いやる生徒
- 明るく 健康な生徒〔健全〕
  - 何事も粘り強くやり抜く生徒
  - 運動に親しみ，進んで体力づくりに取り組む生徒

### 学校経営の重点
創意と活力，特色ある教育活動を目指し，以下のことを重点に教育課程を編成，実施していた。
- （１）基礎基本の定着を図り，「確かな学力」を身に付けさせる学びの保証
- （２）自己教育力を育てる積極的な生徒指導の推進
- （３）教育相談の充実
- （４）心の教育の充実
- （５）特別支援教育の充実
- （６）進路指導の充実
- （７）健康・安全指導の充実
- （８）体力・食育の充実と向上
- （９）情報教育の充実
- （10）図書館教育の充実
- （11）環境教育の充実
- （12）福祉教育の充実
- （13）国際理解教育の充実
- （14）校内研修の充実

## 通学区域
以下の小学校区を通学区域とする。
- 石巻市立大川小学校（全域）